# Podnoszenie ciężarów na Letnich Igrzyskach Olimpijskich 1932 – waga lekkociężka mężczyzn
Rywalizacja w wadze do 82,5 kg mężczyzn w podnoszeniu ciężarów na Letnich Igrzyskach Olimpijskich 1932 została rozegrana w dniu 30 lipca 1932 roku. W rywalizacji wystartowało 4 zawodników z 3 krajów.

## Wyniki
| Pozycja | Zawodnik     | Reprezentacja     | Wyciskanie | Wyciskanie | Wyciskanie | Wyciskanie | Rwanie | Rwanie | Rwanie | Rwanie | Podrzut | Podrzut | Podrzut | Podrzut | Wynik |
| Pozycja | Zawodnik     | Reprezentacja     | 1          | 2          | 3          | Wynik      | 1      | 2      | 3      | Wynik  | 1       | 2       | 3       | Wynik   | Wynik |
| ------- | ------------ | ----------------- | ---------- | ---------- | ---------- | ---------- | ------ | ------ | ------ | ------ | ------- | ------- | ------- | ------- | ----- |
| 1. !    | Louis Hostin | Francja           | 97,5       | 102,5      | 102,5      | 102,5      | 105,0  | 110,0  | 112,5  | 112,5  | 140,0   | 145,0   | 150,0   | 150,0   | 365,0 |
| 2. !    | Svend Olsen  | Dania             | 95,0       | 100,0      | 102,5      | 102,5      | 102,5  | 107,5  | 112,5  | 107,5  | 142,5   | 150,0   | 157,5   | 150,0   | 360,0 |
| 3. !    | Henry Duey   | Stany Zjednoczone | 87,5       | 92,5       | 95,0       | 92,5       | 95,0   | 100,0  | 105,0  | 105,0  | 127,5   | 132,5   | 132,5   | 132,5   | 330,0 |
| 4.      | Bill Good    | Stany Zjednoczone | 90,0       | 95,0       | 95,0       | 95,0       | 92,5   | 92,5   | 97,5   | 97,5   | 130,0   | 130,0   | 135,0   | 130,0   | 322,5 |